# Astartos
Astartos o també Metusastartos va ser rei de Tir probablement des de l'any 918 aC al 906 aC.
Era el més gran dels quatre fills que tenia la dida del rei Abdastartos. Els quatre germans es van revoltar, van deposar el rei anterior i el van matar, i Astartos va pujar al tron, segons diu Flavi Josep recollint una història de Menandre d'Efes. També diu que Astartos va viure 54 anys i en va regnar 12. Un altre germà seu, Deleastartos, va regnar a continuació.